# Federazione di hockey su ghiaccio della Bielorussia
La Federazione bielorussa di hockey su ghiaccio (bel. Федэрацыя хакея Рэспублікі Беларусь, BIHA) è un'organizzazione fondata nel 1992 per governare la pratica dell'hockey su ghiaccio in Bielorussia.
Ha aderito all'International Ice Hockey Federation il 6 maggio 1992.